# 福岡高速2号太宰府線
福岡高速2号太宰府線（ふくおかこうそく2ごうだざいふせん、Route 2 Dazaifu Line）は、福岡県福岡市博多区の月隈JCTから、福岡県大野城市、及び太宰府市の太宰府ICへ至る福岡高速道路の路線（通称名）である。
本項目では、路線名としての福岡高速2号線についても記す。

## 概要
九州自動車道と福岡都心部を結ぶ路線で、本線（出入口部等除く通常時）は月隈JCT-金の隈間は60km/h規制、金の隈以南は80km/h規制となっている。
九州道の福岡IC-太宰府ICが不通になった場合には、環状線、1号香椎線、4号粕屋線とともに迂回路として利用されている。

### 福岡高速2号線
路線としての「福岡高速2号線」の概要は以下の通りである。
- 区間: 福岡市博多区千代六丁目 - 太宰府市水城二丁目
- 延長: 13.2 km
- 事業費: 2,157億円（単価: 163億円/km）
- 幅員: 17.50-19.75 m
- 工期: 1972年 - 2012年

路線としては、2号太宰府線と呼ばれる区間の他、環状線の千鳥橋JCT - 月隈JCTの区間を含む。環状線の区間は2012年7月の福重JCTの1号線-5号線渡り線開通により全路線に通称名が付与された際に、2号太宰府線と別の呼称を与えられたものである。
なお、本項目においては、特に記さない限り「2号太宰府線」と呼ばれる区間について記す。

## 路線番号
2

## 接続高速道路
- 福岡高速環状線（月隈JCTで接続）
- E3 九州自動車道（太宰府ICで接続）

## 出入口など
| 出入口 番号 | 施設名       | 接続路線名                                                              | 起点から (km) | 備考                   | 所在地            |
| ----------- | ------------ | ----------------------------------------------------------------------- | ------------- | ---------------------- | ----------------- |
| -           | 月隈JCT      | （C）環状線                                                             |               |                        | 福岡市 博多区     |
| 207         | 金の隈出入口 | 国道3号（福岡南バイパス）                                               |               | 太宰府・水城方面出入口 | 福岡市 博多区     |
| 208         | 大野城出入口 | 国道3号（福岡南バイパス） 県道56号福岡早良大野城線 県道60号飯塚大野城線 |               | 香椎・天神方面出入口   | 福岡市 博多区     |
| 209         | 水城出入口   | 国道3号（福岡南バイパス）                                               |               | 香椎・天神方面出入口   | 大野城市 太宰府市 |
| -           | 太宰府IC     | E3 九州自動車道直結                                                     |               |                        | 大野城市 太宰府市 |

## 歴史
- 1999年（平成11年）3月27日 : 福岡高速道路の9次供用区間として月隈出入口 - 水城出入口・太宰府IC供用開始、全線開通[2][3]。
- 2012年（平成24年）7月21日 : 福重JCTの渡り線開通に伴い、全路線に愛称名付与。月隈JCT - 水城出入口・太宰府ICに「太宰府線」（太宰府線2）の通称名が付与される。

## 車線・最高速度
| 区間              | 車線 上下線=上り線+下り線 | 最高速度 |
| ----------------- | ------------------------- | -------- |
| 月隈JCT - 金の隈  | 4=2+2                     | 60 km/h  |
| 金の隈 - 太宰府IC | 4=2+2                     | 80 km/h  |

## 交通量
24時間交通量（台）　道路交通センサス
| 区間                          | 平成17（2005）年度 | 平成22（2010）年度 | 平成27（2015）年度 |
| ----------------------------- | ------------------ | ------------------ | ------------------ |
| 月隈JCT - 金の隈出入口        | 69,254             | 68,107             | 48,014             |
| 金の隈出入口 - 大野城出入口   | 51,117             | 53,549             | 60,920             |
| 大野城出入口 - 水城出入口     | 51,117             | 53,549             | 63,621             |
| 水城出入口 - 九州道・太宰府IC | 51,117             | 53,549             | 63,621             |

（出典：「平成22年度道路交通センサス」・「平成27年度全国道路・街路交通情勢調査」（国土交通省ホームページ）より一部データを抜粋して作成）
- 令和2年度に実施予定だった交通量調査は、新型コロナウイルスの影響で延期された[4]。

## 参考資料
- 福岡北九州高速道路公社『ふくきたネットワーク』（PDF）（レポート）2012年7月。2013年6月5日閲覧。
- 福岡北九州高速道路公社40年史編集委員会, ed (2012-12) (PDF). 福岡北九州高速道路公社40年史 2013年6月5日閲覧。